# Phaedimus mohnikei
Phaedimus mohnikei är en skalbaggsart som beskrevs av Ernst Gustav Kraatz 1893. Phaedimus mohnikei ingår i släktet Phaedimus och familjen Cetoniidae. Inga underarter finns listade i Catalogue of Life.